# Radumeris tasmaniensis
Radumeris tasmaniensis är en stekelart som först beskrevs av Henri Saussure 1855.  Radumeris tasmaniensis ingår i släktet Radumeris och familjen dolksteklar. Inga underarter finns listade i Catalogue of Life.